# Kukenthalia borealis
Kukenthalia borealis är en sjöpungsart som först beskrevs av Gottschaldt 1894.  Kukenthalia borealis ingår i släktet Kukenthalia och familjen Styelidae. Inga underarter finns listade i Catalogue of Life.